# Società Corale della Cattedrale (Washington)

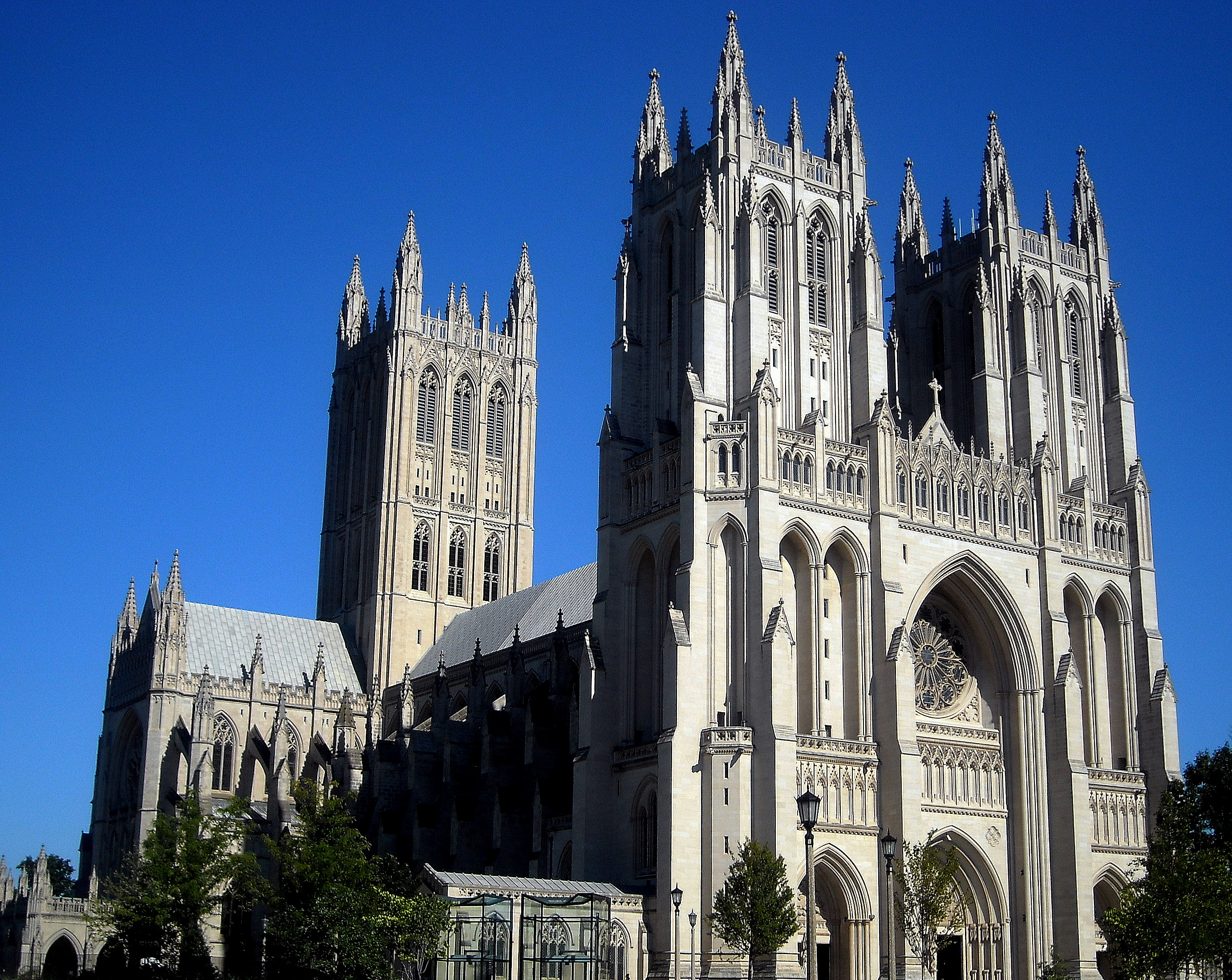
Cattedrale Nazionale di Washington a Washington D.C.

La Società Corale della Cattedrale è un coro sinfonico di volontari composto di 200 voci, con sede presso la Cattedrale Nazionale di Washington. J. Reilly Lewis è stato direttore musicale dal 1985. Era succeduto a Paul Callaway, che fondò il gruppo nel 1941. L'ensemble si esibisce principalmente nella Cattedrale Nazionale di Washington e appare regolarmente in luoghi come il Kennedy Center e il Wolf Trap.
Nel 2006 la Società ha annunciato l'istituzione di un fondo di dotazione in memoria di Richard Wayne Dirksen, che ha gestito la società con grande competenza durante il suo mandato di mezzo secolo presso la Cattedrale. La dotazione commissionerà nuovi canti e contribuirà a sostenere i concerti annuali della corale Joy of Christmas.